# 谢尔盖·舒米尔金
谢尔盖·舒米尔金（俄语：Сергей Шумилкин，1986年10月30日—），俄羅斯男子羽毛球運動員。

## 簡歷
2013年7月，谢尔盖·舒米尔金出戰白夜羽毛球賽，分別跟安德烈·阿什马林和维多利亚·沃罗比娃合作，拿得男子雙打和混合雙打亞軍。

## 主要比賽成績
只列出曾進入準決賽的國際賽事成績：
| 年份   | 賽事                 | 公開賽級別 | 項目     | 拍檔              | 成績   |
| ------ | -------------------- | ---------- | -------- | ----------------- | ------ |
| 2009年 | 哈爾科夫羽毛球國際賽 | 國際系列賽 | 男子雙打 | 尼古拉·乌卡卡     | 準決賽 |
| 2013年 | 白夜羽毛球賽         | 國際挑戰賽 | 男子雙打 | 安德烈·阿什马林   | 亞軍   |
| 2013年 | 白夜羽毛球賽         | 國際挑戰賽 | 混合雙打 | 维多利亚·沃罗比娃 | 亞軍   |
| 2013年 | 斯洛伐克羽毛球公開賽 | 未來系列賽 | 男子雙打 | 安东·伊万诺夫     | 準決賽 |

| 2007-2017年 | 首要超級賽 | 超級賽 | 黃金大獎賽 | 大獎賽 | 國際挑戰賽 | 國際系列賽 | 未來系列賽 | 其他 |

| 2018-2026年 | 總決賽 | 超級1000賽 | 超級750賽 | 超級500賽 | 超級300賽 | 超級100賽 | 國際挑戰賽 | 國際系列賽 | 未來系列賽 | 其他 |